# Kochanówka (Lidzbark Warmiński)
Kochanówka (deutsch Stolzhagen) ist ein Dorf in der polnischen Woiwodschaft Ermland-Masuren. Es gehört zur Gmina Lidzbark Warmiński (Landgemeinde Heilsberg) im Powiat Lidzbarski (Kreis Heilsberg).

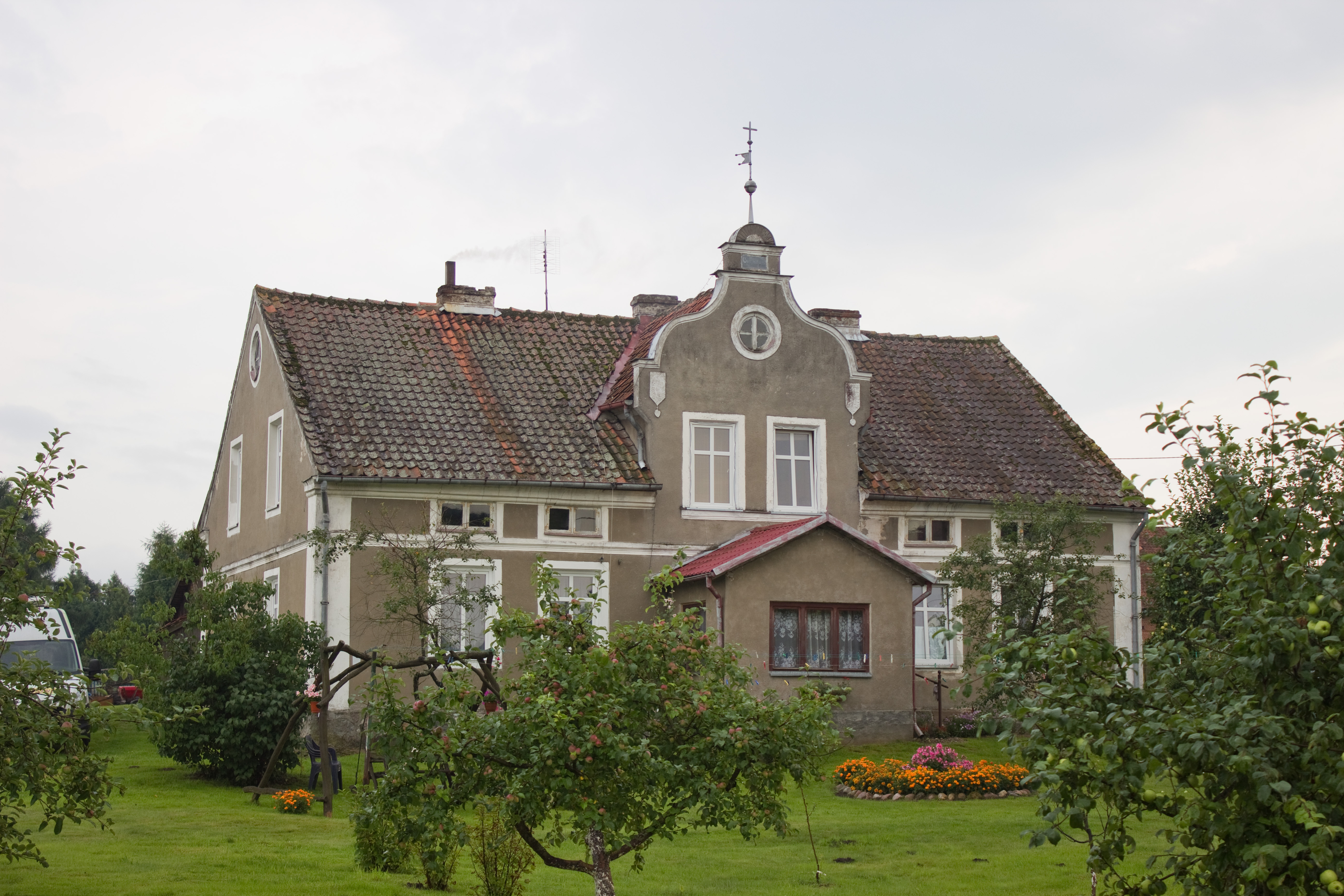
Wohnhaus in Kochanówka

|  |

## Geographische Lage
Kochanówka liegt im nördlichen Westen der Woiwodschaft Ermland-Masuren, elf Kilometer südlich der Kreisstadt Lidzbark Warmiński (Heilsberg).

## Geschichte

### Ortsgeschichte
Im Jahre 1362 wurde dem Kirchdorf Stoltzhagen – nach 1785 Stolzenhagen, erst nach 1820 Stolzhagen genannt – die Handfeste verliehen. Südöstlich des Dorfs lag Stolzhagen, Mühle. Dorf und Mühle wurden 1874 in den neu errichteten und gleichnamigen Amtsbezirk Stolzhagen im ostpreußischen Kreis Heilsberg, Regierungsbezirk Königsberg, aufgenommen.  Dorf und Mühle zählten im Jahre 1910 410 Einwohner.
Am 30. September 1928 wurde aus der Landgemeinde Stolzhagen, dem Gutsbezirk Stolzhagen, Mühle und dem Nachbargutsbezirk Schwengen (polnisch Swajnie) die neue Landgemeinde Stolzhagen gebildet. Sie zählte im Jahre 1933 454 und im Jahre 1939 456 Einwohner.
In Kriegsfolge kam 1945 das gesamte südliche Ostpreußen zu Polen. Stolzhagen erhielt die polnische Namensform „Kochanówka“ und ist heute eine Ortschaft im Verbund der Landgemeinde Lidzbark Warmiński (Heilsberg) im Powiat Lidzbarski (Kreis Heilsberg), von 1975 bis 1998 der Woiwodschaft Olsztyn, seither der Woiwodschaft Ermland-Masuren zugehörig.

### Amtsbezirk Stolzhagen (1874–1945)
Der Amtsbezirk Stolzhagen wurde am 21. Mai 1874 gebildet. Er bestand anfangs aus acht Kommunen und kam am Ende aufgrund struktureller Veränderungen auf vier Dörfer:
| Deutscher Name     | Polnischer Name | Anmerkungen                       |
| ------------------ | --------------- | --------------------------------- |
| Galitten           | Gajlity         | 1928 nach Soritten eingemeindet   |
| Kerschen           | Kierz           |                                   |
| Schwengen          | Swajnie         | 1928 nach Stolzhagen eingemeindet |
| Soritten           | Suryty          |                                   |
| Sternberg          | Stryjkowo       |                                   |
| Stolzhagen (Dorf)  | Kochanówka      |                                   |
| Stolzhagen (Mühle) |                 | 1928 nach Stolzhagen eingemeindet |
| Termlack           | Tremlak         | 1928 nach Soritten eingemeindet   |

## Religion

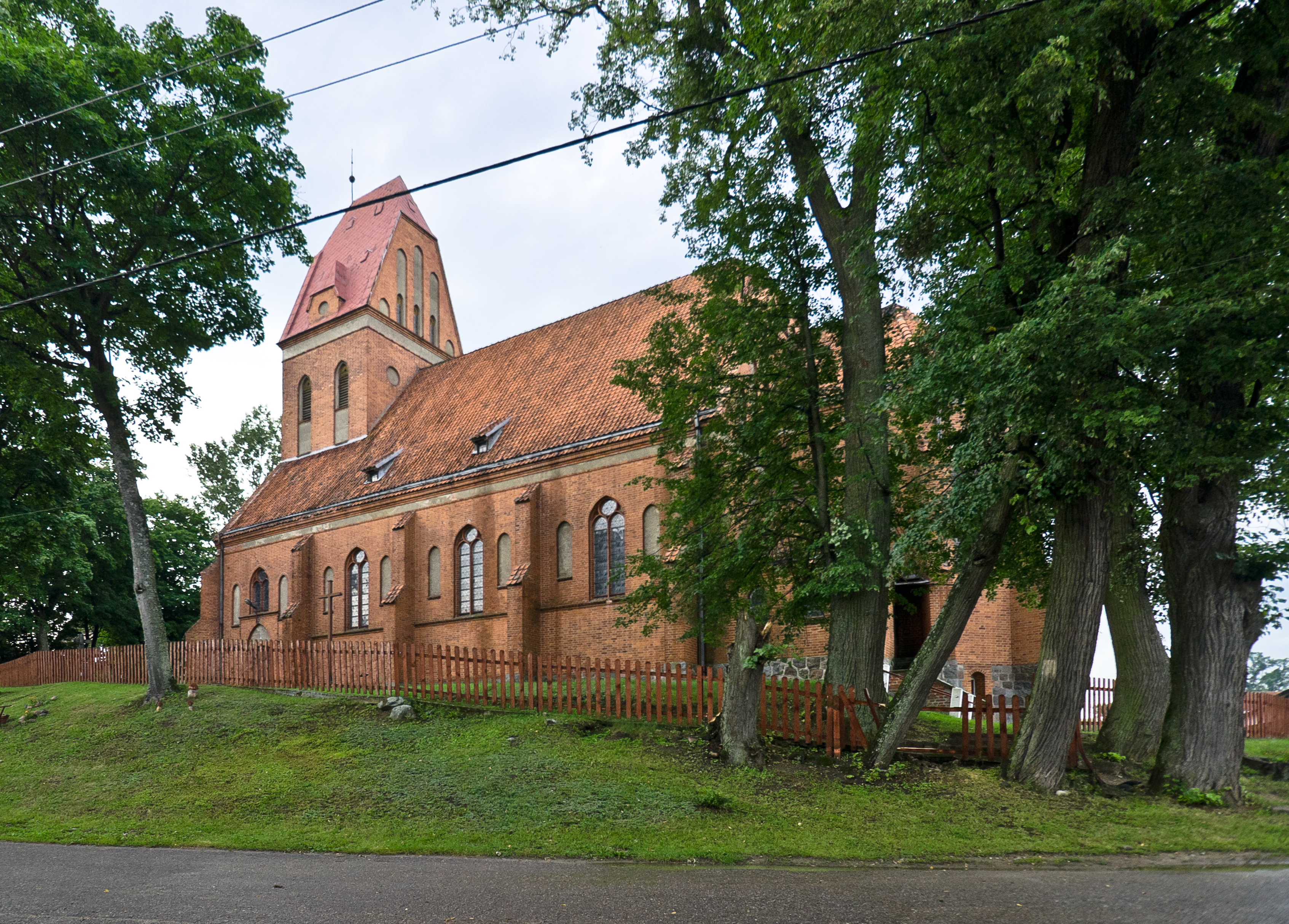
Die St.-Laurentius-Kirche in Kochanówka

Eine erste Kirche wurde an der Wende des 14. zum 15. Jahrhundert in Stolzhagen gebaut. Sie drohte wohl 1565 einzustürzen, wurde erweitert und am 4. September 1580 durch Bischof Martin Cromer neu geweiht. Nach einer Zerstörung durch einen Brand wurde das Gotteshaus wieder aufgebaut. Am 11. Mai 1608 empfing es seine Weihe durch Bischof Simon Rudnicki. 1911 musste die Kirche abgerissen werden. Sie wurde 1918 durch einen Neubau in neugotischem Stil ersetzt: eine dreischiffige Basilika mit Chor und Kreuzrippengewölbe.
Der Hochaltar stammt aus dem 17. Jahrhundert, die beiden Seitenaltäre entstanden um 1700.
Das Gotteshaus in Kochanówka ist eine römisch-katholische Pfarrkirche und dem Hl. Laurentius geweiht. Die Pfarrei gehört zum Dekanat Lidzbark Warmiński im Erzbistum Ermland.
Evangelischerseits war Stolzhagen bis 1945 in die damalige evangelische Kirche Guttstadt (polnisch Dobre Miasto) in der Kirchenprovinz Ostpreußen der Kirche der Altpreußischen Union eingepfarrt. Heute gehört Kochanówka zur Diözese Masuren der Evangelisch-Augsburgischen Kirche in Polen.

## Verkehr

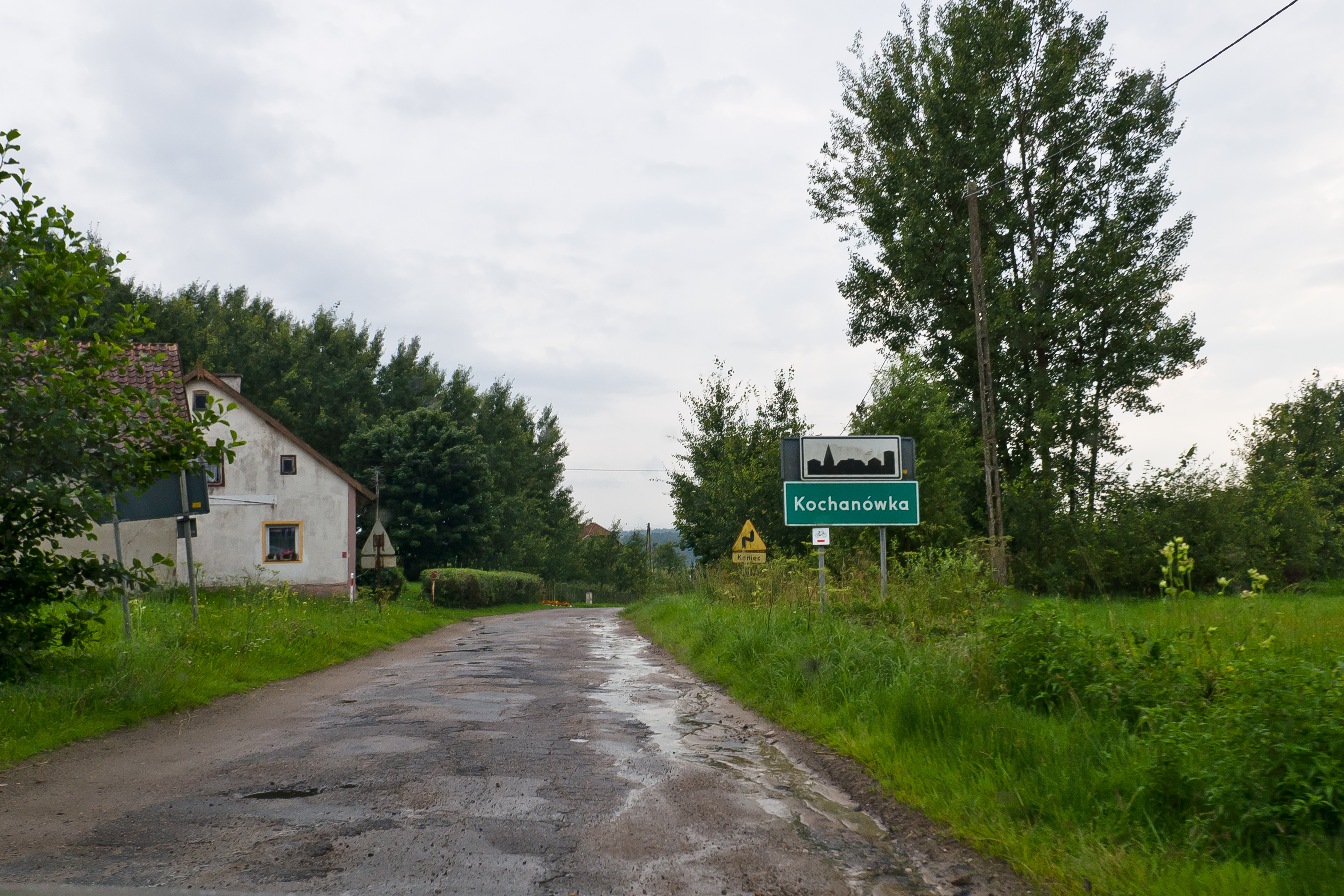
Ortseinfahrt Koachanówka

Kochanówka liegt an einer Nebenstraße, die bei Kraszewo (Reichenberg) von der polnischen Landesstraße 51 (hier im Abschnitt der ehemaligen deutschen Reichsstraße 134) abzweigt und bis nach Suryty (Soritten) führt. 
Eine Bahnanbindung besteht nicht.

## Persönlichkeit
- Karl Langwald (1886–1945), deutscher römisch-katholischer Geistlicher und Märtyrer, war ab 1935 Pfarrer in Stolzhagen